# Hugo Costa (futebolista)
Hugo Alexandre Esteves Costa (Tramagal, 4 de Novembro de 1973) é um futebolista português, que joga habitualmente a defesa.
Depois de ter representado vários clubes no campeonato português, sendo o última a na União Desportiva de Leiria, está actualmente no Atromitos, do campeonato cipriota.